# همواری (ریاضیات)

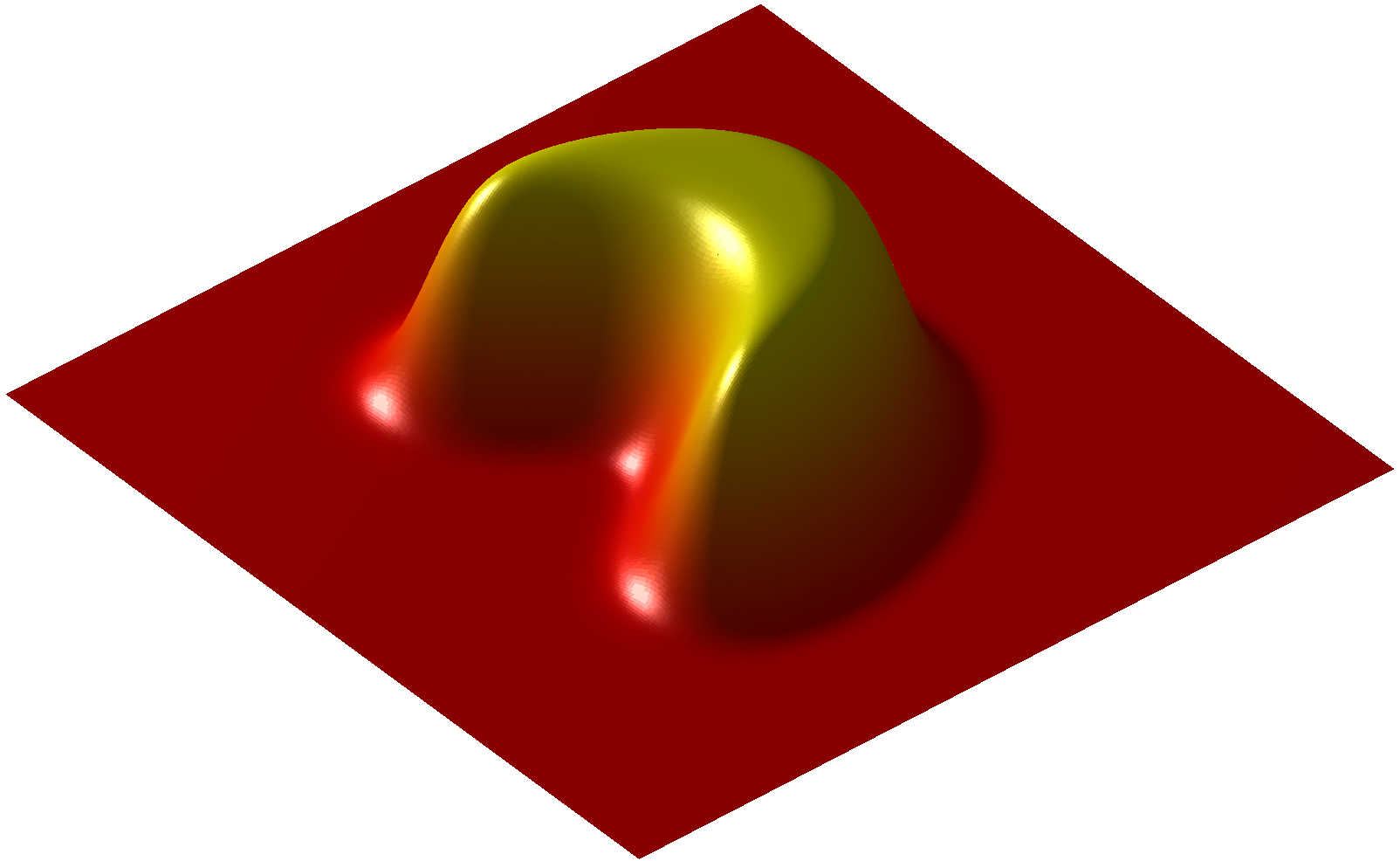
یک تابع دست‌انداز که یک تابع هموار با تکیه‌گاه فشرده است.

همواری (به انگلیسی: smoothness) برای یک تابع، در آنالیز ریاضی، یک ویژگی است که توسط تعداد مشتق‌های پیوسته‌ای تابع که در یک دامنه معین دارد اندازه‌گیری می‌شود. در حالت کمینه، تابع موقعی هموار درنظر گرفته می‌شود که در همه جا مشتق‌پذیر باشد (و از این رو پیوسته هم باید باشد). در انتهای دیگر مفهوم، تابع می‌تواند مشتق از تمام مراتب را در دامنه‌اش داشته باشد، که در این حالت به آن بینهایت مشتق‌پذیر می‌گویند، در این‌حالت به آن تابع C-بینهایت (یا تابع {\displaystyle C^{\infty }}) نیز می‌گویند.